# Хансен, Йегван Ингвард
Йе́гван И́нгвард Ха́нсен (фар. Jógvan Ingvard Hansen; род. 21 января 1993 года в Тофтире, Фарерские острова) — фарерский футболист, защитник клуба «Б68».

## Карьера
Йегван является воспитанником тофтирского «Б68». Свою первую игру за дублирующий состав клуба он провёл 3 апреля 2010 года, это была встреча в рамках первого дивизиона против второй команды «Вуйчингура». Всего в своём дебютном сезоне на взрослом уровне защитник принял участие в 3 матчах турнира. В 2011—2012 годах Йегван выступал за третью команду тофтирцев. Он вернулся в «дубль» в сезоне-2013, отыграв за него 15 встреч. 25 августа 2013 года Йегван забил свой первый гол в карьере, поразив ворота «Ундри» в матче второго дивизиона. В 2014 году защитник провёд 14 игр во второй лиге в составе «Б68 II».
В сезоне-2015 Йегван был переведён в первую команду тофтирцев. Он дебютировал за неё 24 апреля 2015 года в матче первого дивизиона против клуба «Б71». Всего в том сезоне защитник провёл 5 игр за первую команду, параллельно отыграв 13 встреч в её дублирующем составе. В 2016 году состоялся дебют Йегвана в фарерской премьер-лиге: 20 апреля он целиком отыграл поединок со столичным «ХБ». Он сыграл в 7 матчах сезона, а его клуб понизился в классе. В 2017 году Йегван был игроком ротации тофтирцев и провёл 14 встреч в первой лиге. В сезоне-2018 защитника перевели во вторую команду, за которую он и выступает в настоящий момент.